# Escola del Riu Hudson
L'Escola del Riu Hudson (en anglés, Hudson River School) es la denominació d'un grup de pintors paisatgistes dels Estats Units d'Amèrica, d'entre 1820 i 1880, amb una visió estètica derivada del Romanticisme. Tot i que aquest grup té força punts de contacte amb el luminisme nord-americà, cal diferenciar entre els dos moviments, ja que el luminisme donava una major importància a l'efecte de la llum en els paisatges, a l'ús de la perspectiva aèria i la pinzellada solta, amb caràcter pre-impressionista. Els artistes de l'Escola del Riu Hudson van mostran llur admiració per la grandiositat i espectacutaritat de la Natura salvatge, així com un notable orgull patriòtic.

## Història
L'Escola del Riu Hudson nasqué amb uns trets particulars, deguts a la recent Declaració d'Independència dels Estats Units d'Amèrica, Es va formar amb elements provinents del romanticisme europeu, i amb un sentiment religiós d'exaltació de la Natura com a manifestació de Déu. El paisatge geogràfig va ésser la base d'una pintura de paisatge dotada d'un notable contingut moral, però contaminada de nacionalisme. Amb un llenguatge pictòric força original, les seves primeres obres mostren un sentiment d'espiritualitat a la Natura molt propera a la dels seus contemporanis Ralph Waldo Emerson i Henry David Thoreau.

### Fase formativa
Thomas Doughty va ser la inspiració dels pintors de l'Escola del Riu Hudson, se bé a les seves obres encara no hi havia la força i el dramatisme propis d'aquest moviment pictòric. Thomas Cole es va sentir inclinat a la pintura de tipus al·legòric a mesura que avançava la seva carrera, però són els seus paisatges primerencs, com Llac amb arbres morts, les que van influir decisivament en la creació de L'Escola del Riu Hudson. Als primes pintors no els calia anar a indrets remots o inexplorats, com sembla actualment al contemplar llurs obres, sinó a llocs propers a la ciutat on vivíen, on la Natura estava encara intacta. Aquests pintors van començar representant les valls del Riu Hudson i les Catskill Mountains, després les muntanyes Adirondack i les White Mountains de Nou Hampshire.
En aquesta fase, els pintors preferien els formats grans, i estaven molt influïts per la idea filosófica del Sublim, que no feia gaire Edmund Burke havia teoritzat en llengua anglesa. En aquest sentit, sentien que la Natura era una manifestació divina, i que els paratges prístins del Nord-est dels Estats Units eren comparables al Jardí de l'Edèn.

### Fase madura
Seguint el mestratge de Thomas Cole, Asher Brown Durand (1796-1886) va prendre el relleu, establint noves regles per a la pintura de paisatge. Un deixeble seu va ser John William Casilear, qui va deixar la pràctica del gravat per tal de consagrar-se a la pintura de paisatge. Aquest artista fou més procliu a les petites obres que als grans formats, propis de la fase formativa. Un altre pintor notable fou Robert S. Duncanson, considerat l'iniciador de l'Escola de la Vall del Riu Ohio. Acabada la Guerra Civil dels Estats Units, la societat va experimentar canvis importants que van afectar l'àmbit artístic, i hi va haver nova demanda de pintura paisatgística, sovint amb regust nacionalista. Són importants pintors com Sanford Robinson Gifford i William Trost Richards.

### Fase expansionista
A aquesta fase, els pintors no es van limitar als indrets propers, sinó que van arribar a les muntanyes Rocoses, el Carib, el nord-est del Canadà i indrets d'Amèrica del Sud. Els artistas més importants són Albert Bierstadt, Jasper Francis Cropsey i Thomas Moran, tot i que de vegades hom hi inclou a Thomas Hill (1829-1908) i a William Keith (1838-1911) degut als nombrosos paisatges de les muntantes de l'Oest dels Estats Units que van realitzar, i que els inclouria a la subescola de les Muntanyes Rocoses.
Pintor d'origen alemany, Albert Bierstadt és l'últim representant de l'Escola del riu Hudson, i és el creador de l'esmentada sub-escola de les Muntanyes Rocoses. Els seus paisatges de l'oest nord-americà són detallats, grandiosos i de vegades aclaparadors. Algunes de les seves obres es poden agrupar dins el corrent del luminisme nord-americà. Les pintures de Thomas Moran, que van reflectir la grandiositat de l'oest nord-americà van ser fonamentals en la creació del Parc Nacional de Yellowstone.

## Llista de pintors de L'Escola del Riu Hudson
- Asher Brown Durand
- Albert Bierstadt
- Thomas Cole
- Jasper Francis Cropsey
- Frederic Edwin Church
- Robert S. Duncanson
- George Inness
- Julie Hart Beers
- John Frederick Kensett
- Thomas Moran
- Sanford Robinson Gifford
- Thomas Doughty (pintor)
- Worthington Whittredge